# Пятнистая нотура
Пятнистая нотура, или пятни́стый нотура (лат. Nothura maculosa), — один из представителей семейства тинаму. Внешне напоминает куропатку. Населяет южную Бразилию и Парагвай, где является предметом охоты как отличная дичь.

## Описание
Длина тела у подвида чакский нотура (Nothura maculosa chacoensis) около 24 см. Как и другие тинаму, птица способна летать, хотя и не очень хорошо. Жить предпочитает в зарослях.

## Классификация
Выделяют 9 подвидов:
- N. m. annectens
- N. m. cearensis
- N. m. maculosa
- N. m. major
- N. m. nigroguttata
- N. m. pallida
- N. m. paludivaga
- N. m. submontana
- N. m. chacoensis Conover, 1937

Чакский нотура ранее рассматривался в качестве отдельного вида.